# Unicodeblock Smileys
Der Unicodeblock Smileys (Emoticons, U+1F600 bis U+1F64F) enthält eine Ansammlung verschiedener Emoticons (Smileys, Katzensmileys, die drei Affen sowie Gesten von Menschen), die sich hiermit darstellen lassen, ohne auf Grafiken zurückgreifen zu müssen. Weitere Smileys sind in den Unicodeblöcken Verschiedene Symbole, Verschiedene piktografische Symbole, Zusätzliche piktografische Symbole und Piktografische Symbole, erweitert-A enthalten.

## Eingabe mit Unicode-Codepunkt-Angabe
In HTML können Smileys wie alle Unicodezeichen per Codepunkt-Angabe eingegeben werden:
&#x1F609; = 😉
&#x1F641; = 🙁
&#x1F642; = 🙂

### Eingabe
Auf Microsoft-Windows-Systemen können Smileys unter anderem eingegeben werden, indem während des Drückens und Haltens der ALT-TASTE der entsprechende dezimale Code über den Numerischen Block (auch Zehnertastatur) eingegeben wird. (Beispiel: gedrückte ALT-TASTE + 128512 ergibt 😀).
Alternativ kann man den Unicode nach dem U+ eingeben und anschließend ALT+C drücken. Dadurch wird die Zeichenfolge in den Smiley umgewandelt. Letzteres ist einfacher zu merken, zumal der Code für Smileys immer mit 1F beginnt (Beispiel: 1F600 und dann ALT+C ergibt 😀).

## Liste
| Unicodenummer    | Zeichen (200 %) | Beschreibung                                                     | Offizielle Bezeichnung                               |
| ---------------- | --------------- | ---------------------------------------------------------------- | ---------------------------------------------------- |
| U+1F600 (128512) | 😀              | Grinsendes Gesicht                                               | GRINNING FACE                                        |
| U+1F601 (128513) | 😁              | Grinsendes Gesicht mit lächelnden Augen                          | GRINNING FACE WITH SMILING EYES                      |
| U+1F602 (128514) | 😂              | Gesicht mit Freudentränen                                        | FACE WITH TEARS OF JOY                               |
| U+1F603 (128515) | 😃              | Gesicht mit offenem Mund                                         | SMILING FACE WITH OPEN MOUTH                         |
| U+1F604 (128516) | 😄              | Gesicht mit offenem Mund und lächelnden Augen                    | SMILING FACE WITH OPEN MOUTH AND SMILING EYES        |
| U+1F605 (128517) | 😅              | Gesicht mit offenem Mund und Schweißträne                        | SMILING FACE WITH OPEN MOUTH AND COLD SWEAT          |
| U+1F606 (128518) | 😆              | Gesicht mit offenem Mund und krampfhaft verschlossenen Augen     | SMILING FACE WITH OPEN MOUTH AND TIGHTLY-CLOSED EYES |
| U+1F607 (128519) | 😇              | Engelgesicht                                                     | SMILING FACE WITH HALO                               |
| U+1F608 (128520) | 😈              | Teufelgesicht                                                    | SMILING FACE WITH HORNS                              |
| U+1F609 (128521) | 😉              | Zwinkerndes Gesicht                                              | WINKING FACE                                         |
| U+1F60A (128522) | 😊              | Strahlendes Gesicht                                              | SMILING FACE WITH SMILING EYES                       |
| U+1F60B (128523) | 😋              | Sich mit der Zunge abschleckendes Gesicht                        | FACE SAVOURING DELICIOUS FOOD                        |
| U+1F60C (128524) | 😌              | Erleichtertes Gesicht                                            | RELIEVED FACE                                        |
| U+1F60D (128525) | 😍              | Verliebtes Gesicht                                               | SMILING FACE WITH HEART-SHAPED EYES                  |
| U+1F60E (128526) | 😎              | Gesicht mit Sonnenbrille                                         | SMILING FACE WITH SUNGLASSES                         |
| U+1F60F (128527) | 😏              | Grinsendes Gesicht                                               | SMIRKING FACE                                        |
| U+1F610 (128528) | 😐              | Neutrales Gesicht                                                | NEUTRAL FACE                                         |
| U+1F611 (128529) | 😑              | Ausdrucksloses Gesicht                                           | EXPRESSIONLESS FACE                                  |
| U+1F612 (128530) | 😒              | Nicht erfreutes Gesicht                                          | UNAMUSED FACE                                        |
| U+1F613 (128531) | 😓              | Gesicht mit Schweißträne                                         | FACE WITH COLD SWEAT                                 |
| U+1F614 (128532) | 😔              | Nachdenkliches Gesicht                                           | PENSIVE FACE                                         |
| U+1F615 (128533) | 😕              | Verwirrtes Gesicht                                               | CONFUSED FACE                                        |
| U+1F616 (128534) | 😖              | Bestürztes Gesicht                                               | CONFOUNDED FACE                                      |
| U+1F617 (128535) | 😗              | Küssendes Gesicht                                                | KISSING FACE                                         |
| U+1F618 (128536) | 😘              | Kuss werfendes Gesicht                                           | FACE THROWING A KISS                                 |
| U+1F619 (128537) | 😙              | Küssendes Gesicht mit lächelnden Augen                           | KISSING FACE WITH SMILING EYES                       |
| U+1F61A (128538) | 😚              | Küssendes Gesicht mit geschlossenen Augen                        | KISSING FACE WITH CLOSED EYES                        |
| U+1F61B (128539) | 😛              | Zunge ausstreckendes Gesicht                                     | FACE WITH STUCK-OUT TONGUE                           |
| U+1F61C (128540) | 😜              | Zwinkerndes, Zunge ausstreckendes Gesicht                        | FACE WITH STUCK-OUT TONGUE AND WINKING EYE           |
| U+1F61D (128541) | 😝              | Zunge ausstreckendes Gesicht mit krampfhaft verschlossenen Augen | FACE WITH STUCK-OUT TONGUE AND TIGHTLY-CLOSED EYES   |
| U+1F61E (128542) | 😞              | Enttäuschtes Gesicht                                             | DISAPPOINTED FACE                                    |
| U+1F61F (128543) | 😟              | Besorgtes Gesicht                                                | WORRIED FACE                                         |
| U+1F620 (128544) | 😠              | Verärgertes Gesicht                                              | ANGRY FACE                                           |
| U+1F621 (128545) | 😡              | Schmollendes Gesicht                                             | POUTING FACE                                         |
| U+1F622 (128546) | 😢              | Weinendes Gesicht                                                | CRYING FACE                                          |
| U+1F623 (128547) | 😣              | Beharrendes Gesicht                                              | PERSEVERING FACE                                     |
| U+1F624 (128548) | 😤              | Gesicht mit Nasendampf                                           | FACE WITH STEAM FROM NOSE                            |
| U+1F625 (128549) | 😥              | Enttäuschtes, aber erleichtertes Gesicht                         | DISAPPOINTED BUT RELIEVED FACE                       |
| U+1F626 (128550) | 😦              |                                                                  | FROWNING FACE WITH OPEN MOUTH                        |
| U+1F627 (128551) | 😧              |                                                                  | ANGUISHED FACE                                       |
| U+1F628 (128552) | 😨              | Ängstliches Gesicht                                              | FEARFUL FACE                                         |
| U+1F629 (128553) | 😩              | Müdes Gesicht                                                    | WEARY FACE                                           |
| U+1F62A (128554) | 😪              | Schläfriges Gesicht                                              | SLEEPY FACE                                          |
| U+1F62B (128555) | 😫              | Übermüdetes Gesicht                                              | TIRED FACE                                           |
| U+1F62C (128556) | 😬              | Grimassengesicht                                                 | GRIMACING FACE                                       |
| U+1F62D (128557) | 😭              | Heulendes Gesicht                                                | LOUDLY CRYING FACE                                   |
| U+1F62E (128558) | 😮              |                                                                  | FACE WITH OPEN MOUTH                                 |
| U+1F62F (128559) | 😯              |                                                                  | HUSHED FACE                                          |
| U+1F630 (128560) | 😰              | Gesicht mit offenem Mund und Schweißträne                        | FACE WITH OPEN MOUTH AND COLD SWEAT                  |
| U+1F631 (128561) | 😱              | Schreiendes Gesicht                                              | FACE SCREAMING IN FEAR                               |
| U+1F632 (128562) | 😲              | Überraschtes Gesicht                                             | ASTONISHED FACE                                      |
| U+1F633 (128563) | 😳              | Gerötetes Gesicht                                                | FLUSHED FACE                                         |
| U+1F634 (128564) | 😴              | Schlafendes Gesicht                                              | SLEEPING FACE                                        |
| U+1F635 (128565) | 😵              | Schwindeliges Gesicht                                            | DIZZY FACE                                           |
| U+1F636 (128566) | 😶              | Gesicht ohne Mund                                                | FACE WITHOUT MOUTH                                   |
| U+1F637 (128567) | 😷              | Gesicht mit Schutzmaske                                          | FACE WITH MEDICAL MASK                               |
| U+1F638 (128568) | 😸              | Lächelndes Katzengesicht                                         | GRINNING CAT FACE WITH SMILING EYES                  |
| U+1F639 (128569) | 😹              | Katzengesicht mit Freudentränen                                  | CAT FACE WITH TEARS OF JOY                           |
| U+1F63A (128570) | 😺              | Lachendes Katzengesicht                                          | SMILING CAT FACE WITH OPEN MOUTH                     |
| U+1F63B (128571) | 😻              | Verliebtes Katzengesicht                                         | SMILING CAT FACE WITH HEART-SHAPED EYES              |
| U+1F63C (128572) | 😼              | Spöttisches Katzengesicht                                        | CAT FACE WITH WRY SMILE                              |
| U+1F63D (128573) | 😽              | Küssendes Katzengesicht                                          | KISSING CAT FACE WITH CLOSED EYES                    |
| U+1F63E (128574) | 😾              | Schmollendes Katzengesicht                                       | POUTING CAT FACE                                     |
| U+1F63F (128575) | 😿              | Weinendes Katzengesicht                                          | CRYING CAT FACE                                      |
| U+1F640 (128576) | 🙀              | Müdes Katzengesicht                                              | WEARY CAT FACE                                       |
| U+1F641 (128577) | 🙁              | Leicht trauriges Gesicht                                         | SLIGHTLY FROWNING FACE                               |
| U+1F642 (128578) | 🙂              | Leicht lächelndes Gesicht                                        | SLIGHTLY SMILING FACE                                |
| U+1F643 (128579) | 🙃              | Gesicht auf dem Kopf stehend                                     | UPSIDE-DOWN FACE                                     |
| U+1F644 (128580) | 🙄              | Gesicht mit rollenden Augen                                      | FACE WITH ROLLING EYES                               |
| U+1F645 (128581) | 🙅              | Abweisendes Gesicht                                              | FACE WITH NO GOOD GESTURE                            |
| U+1F646 (128582) | 🙆              | Akzeptierendes Gesicht                                           | FACE WITH OK GESTURE                                 |
| U+1F647 (128583) | 🙇              | Verbeugende Person                                               | PERSON BOWING DEEPLY                                 |
| U+1F648 (128584) | 🙈              | Augen verschließender Affe                                       | SEE-NO-EVIL MONKEY                                   |
| U+1F649 (128585) | 🙉              | Ohren verschließender Affe                                       | HEAR-NO-EVIL MONKEY                                  |
| U+1F64A (128586) | 🙊              | Mund verschließender Affe                                        | SPEAK-NO-EVIL MONKEY                                 |
| U+1F64B (128587) | 🙋              | Hand hebende glückliche Person                                   | HAPPY PERSON RAISING ONE HAND                        |
| U+1F64C (128588) | 🙌              | Beide Hände hebende glückliche Person                            | PERSON RAISING BOTH HANDS IN CELEBRATION             |
| U+1F64D (128589) | 🙍              | Traurige Person                                                  | PERSON FROWNING                                      |
| U+1F64E (128590) | 🙎              | Schmollende Person                                               | PERSON WITH POUTING FACE                             |
| U+1F64F (128591) | 🙏              | Betende Person                                                   | PERSON WITH FOLDED HANDS                             |